# Louis de Rochette
Louis de Rochette (zm. 10 września 1538 w Tuluzie) – francuski dominikanin i inkwizytor Tuluzy, który sam padł ofiarą oskarżeń o herezję i został spalony na stosie przez parlament tuluski.

## Życiorys
Louis Rochette był dominikańskim zakonnikiem należącym do otoczenia królowej Nawarry Małgorzaty z Angoulême, protektorki humanistów, która sprzyjała szerzącym się od 1517 ideom reformacji. Dzięki jej politycznym wpływom w 1536 roku uzyskał nominację na inkwizytora Tuluzy. 
W szesnastowiecznej Francji inkwizycja miała już niewiele ze swej dawnej potęgi. Nominacje inkwizytorskie były zatwierdzane przez dwór królewski, a sami inkwizytorzy podlegali nadzorowi lokalnych parlamentów. W latach 30. XVI wieku trybunał inkwizycyjny w Tuluzie pogrążony był w głębokim kryzysie. Poprzedni inkwizytor Arnaud de Badet (także protegowany Małgorzaty) zrezygnował ze stanowiska w atmosferze skandalu, gdyż zarzucono mu sprzeniewierzenie się swoim obowiązkom i sprzyjanie protestanckim heretykom w Tuluzie. Po jego rezygnacji o stanowisko inkwizytora rywalizowali dwaj dominikanie: Vidal de Becanis i Louis de Rochette. Początkowo nominację uzyskał ten pierwszy, ale wskutek interwencji Małgorzaty została ona cofnięta i inkwizytorem został Louis de Rochette.
Louis de Rochette jako inkwizytor podjął pewne kroki w celu zwalczania idei reformacji na podległym mu obszarze. W grudniu 1536 prowadził w regionie Guyenne dochodzenie przeciwko domniemanym luteranom, które zakończyło się nałożeniem grzywny na dziewięć osób. Wiosną 1537 przebywał w Agen, gdzie uniewinnił jednego urzędnika z tej miejscowości, a dwóch innych podejrzanych przekazał w ręce parlamentu w Bordeaux, który jednak potraktował ich łagodnie. Ponadto w porozumieniu z parlamentem w Bordeaux wydał liczne nakazy aresztowania (m.in. wobec Jerome'a Vindocina) i w ciągu marca i kwietnia 1538 wraz ze swym wikariuszem przesłuchał łącznie 69 osób. W trakcie tych przesłuchań został jednak niespodziewanie wezwany przez parlament tuluski do powrotu do Tuluzy.
W Tuluzie okazało się, że Rochette jest podejrzany o herezję i 27 sierpnia 1538 został aresztowany na polecenie parlamentu. Jego proces przeprowadzono błyskawicznie. 6 września został formalnie pozbawiony urzędu inkwizytorskiego, a 10 września parlament ogłosił go heretykiem i skazał na spalenie na stosie. Wyrok wykonano jeszcze tego samego dnia. Przed egzekucją przedstawiciel arcybiskupa Tuluzy formalnie pozbawił go święceń kapłańskich. W maju 1539 stracony został także Antoine Ricardi, wikariusz i współpracownik de Rochette, którego parlament tuluski skazał jako „obrońcę heretyków i sodomitę”.
Pomimo że Louis de Rochette został spalony jako wyznawca herezji luterańskiej, sami protestanci byli bardzo powściągliwi w uznawaniu go za swojego męczennika. Jean Crespin w swojej Księdze męczenników (Le livre des martyrs) wspomniał wprawdzie o jego egzekucji, ale niezgodnie z prawdą twierdził, że został on spalony za sodomię. W rzeczywistości jest mało prawdopodobne, by faktyczne podzielał on idee reformacji. Z pewnością był humanistą otwartym na nowe prądy umysłowe szerzące się w ówczesnej Europie, a przyjaźń z Małgorzatą z Nawarry, w której otoczeniu było wielu autentycznych protestantów, czyniła go podatnym na podejrzenia o odstępstwa od ortodoksji. Zachowana dokumentacja dowodzi jednak, że swoje obowiązki inkwizytorskie wykonywał sumiennie, inicjując wiele postępowań przeciwko sympatykom luteranizmu. Najprawdopodobniej padł on ofiarą wewnętrznych walk frakcyjnych w zakonie dominikańskim. Jego głównym oskarżycielem był Vidal de Becanis, dominikanin, który w 1536 przegrał z nim rywalizację o stanowisko inkwizytora Tuluzy. Już 25 września 1538, zaledwie piętnaście dni po egzekucji de Rochette, Vidal de Becanis został jego następcą na tym stanowisku.

## Konsekwencje egzekucji
Skandal związany z oskarżeniami wobec Rochette i jego egzekucją walnie przyczynił się do całkowitego zmarginalizowania mającej we Francji już i tak nie najmocniejszą pozycję inkwizycji. W czerwcu 1539 król Franciszek I Walezjusz zarządził, że walkę z herezją we Francji mają prowadzić sądy parlamentarne, a nie skompromitowana inkwizycja.